# 李清和
李清和（1955年5月—），河南唐河人。汉族。加入中国共产党。中国人民解放军少将。中国人民解放军军事经济学院军队财务专业毕业。

## 生平
2009年，中国人民解放军总后勤部财务部副部长李清和少将升任中国人民解放军审计署审计长。2015年12月，卸任中国人民解放军审计署审计长一职。
2013年，当选第十二届全国人民代表大会解放军代表。